# Eracle di Mathura
Il cosiddetto Eracle di Mathura è una scultura ritrovata nella città di Mathura, in India, che si crede ritragga l'eroe greco Eracle che lotta contro il leone di Nemea. L'opera fa parte delle collezioni del museo Indiano di Calcutta.

## Storia
La statua fu scoperta a Mathura alla fine del secolo diciannovesimo da Alexander Cunningham. Ritrae un uomo, oggi mutilo di alcune parti, che strangola un leone. Si è ipotizzato che questa scultura sia stata realizzata da un artista straniero che ritrasse Eracle che strangola il leone nemeo. Tuttavia, l'uomo indossa la pelle di un leone, le cui zampe sono legate al collo, il che è stato interpretato come una prova del fatto che l'artista straniero non conosceva pienamente la mitologia greca, dato che l'eroe indossa la pelle del leone contro il quale sta lottando.
In generale si ritiene che l'uomo che lotta contro il leone sia Eracle, ma alcuni autori hanno ipotizzato che uno scultore indiano, influenzato dall'arte occidentale, avesse intenzione di rappresentare in questo modo una divinità locale, come Kṛṣṇa. L'opera potrebbe anche essere legata al culto di Vāsudeva, che si ritiene corrisponda alla leggenda di Eracle.

## Significato
La statua è simile alle sculture di Apollo Licio. Nello scoprirla, Cunningham scrisse che la statua doveva ritrarre Eracle e il leone di Nemea e che c'erano molte probabilità che fosse stata scolpita da qualche artista straniero per un abitante greco di Mathura. La si considera di solito un esempio dell'influenza dell'arte greca nell'arte indiana antica. Secondo James Harle, non c'è "nessuna scultura gandariana la cui origine potesse essere fatta risalire così direttamente" alla Grecia come l'Eracle di Mathura.